# Stosunek międzypiersiowy

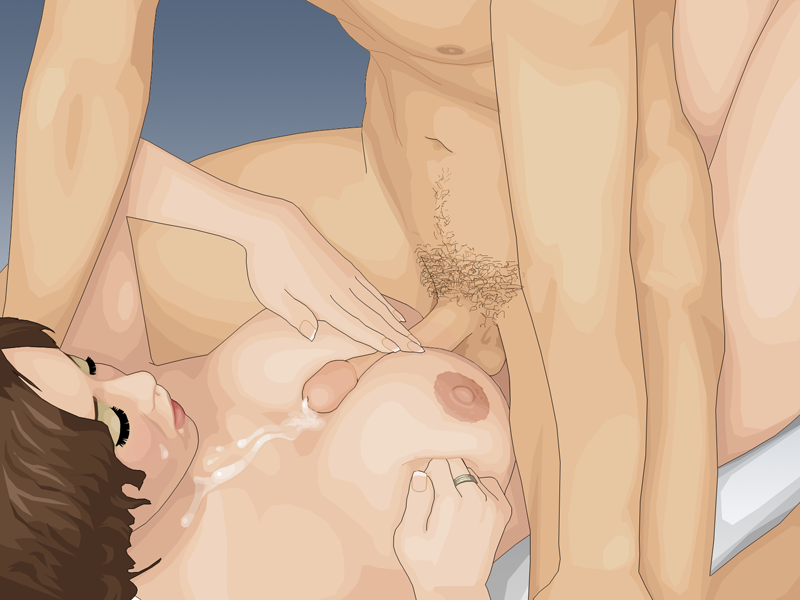
Stosunek międzypiersiowy, rysunek

Stosunek międzypiersiowy, miłość hiszpańska – rodzaj aktywności seksualnej, polegającej na tym, że mężczyzna umieszcza członek w rowku międzypiersiowym partnerki i wykonuje ruchy frykcyjne pomiędzy ściśniętymi piersiami (zwykle w kierunku twarzy). W celu ułatwienia ruchów i osiągnięcia orgazmu można użyć nawilżacza. Forma taka dostarcza przyjemnych doznań dla obojga partnerów, u mężczyzny dochodzi do stymulacji członka, u kobiety zaś pobudzane są brodawki sutkowe. Stosunek międzypiersiowy jest ceniony przez mężczyzn, dla których fetyszem są piersi, lub przez kobiety, u których wiele stref erogennych znajduje się na piersiach. 
Stosunek międzypiersiowy bywa łączony z fellatio; wówczas trzon penisa znajduje się pomiędzy piersiami, żołądź pobudzana jest zaś ustami. Kobieta może również pieścić mosznę partnera w czasie stosunku międzypiersiowego.